# Comisar European pentru Agricultură și Dezvoltare Rurală
Comisarul pentru agricultură și dezvoltare rurală este membru al Comisiei Europene. Postul este deținut în prezent de comisarul Janusz Wojciechowski. Postul este responsabil de problemele rurale, inclusiv în special în mult discutata politică agricolă comună (PAC), care reprezintă 44% din bugetul UE. De asemenea, aceștia participă la ședințele de configurare ale Consiliului Uniunii Europene pentru Agricultură și Pescuit (Agrifish).

## Lista comisarilor
|    | Nume                     | Țara        | Perioada              | Comisia                                          |
| -- | ------------------------ | ----------- | --------------------- | ------------------------------------------------ |
| 1  | Sicco Mansholt           | Netherlands | 1958–1972             | Comisia Hallstein, Comisia Rey, Comisia Malfatti |
| 2  | Carlo Scarascia-Mugnozza | Italia      | 1972–1973             | Comisia Mansholt                                 |
| 3  | Pierre Lardinois         | Olanda      | 1973–1977             | Comisia Ortoli                                   |
| 4  | Finn Olav Gundelach      | Danemarca   | 1977–1981             | Comisia Jenkins, Comisia Thorn                   |
| 5  | Poul Dalsager            | Danemarca   | 1981–1985             | Comisia Thorn                                    |
| 6  | Frans Andriessen         | Olanda      | 1985–1989             | Comisia Delors I                                 |
| 7  | Ray MacSharry            | Irlanda     | 1989–1992             | Comisia Delors II                                |
| 8  | René Steichen            | Luxemburg   | 1992–1995             | Comisia Delors III                               |
| 9  | Franz Fischler           | Austria     | 1995–2004             | Comisia Santer, Comisia Prodi                    |
| 10 | Sandra Kalniete          | Letonia     | 2004                  | Comisia Prodi                                    |
| 11 | Mariann Fischer Boel     | Danemarca   | 2004–2010             | Comisia Barroso I                                |
| 12 | Dacian Cioloș            | România     | 2010-10/2014          | Comisia Barroso II                               |
| 13 | Phil Hogan               | Irlanda     | din 01/11/2014 - 2019 | Comisia Juncker                                  |
| 14 | Janusz Wojciechowski     | Polonia     | din decembrie 2019 -  | Comisia von der Leyen                            |

## Legături externe
- Site web oficial
- Commissioner's website
- Commission Agriculture website